# Krępa (województwo świętokrzyskie)
Krępa (do 27.12.2005 r. Krępa Zabłocka) – wieś sołecka w Polsce położona w województwie świętokrzyskim, w powiecie opatowskim, w gminie Iwaniska.
Wieś leżąca w powiecie sandomierskim województwa sandomierskiego wchodziła w XVII wieku w skład kompleksu iwaniskiego dóbr Zbigniewa Ossolińskiego. W latach 1975–1998 miejscowość administracyjnie należała do województwa tarnobrzeskiego.
| SIMC    | Nazwa       | Rodzaj    |
| ------- | ----------- | --------- |
| 0793839 | Krępa Dolna | część wsi |
| 0793845 | Krępa Górna | część wsi |

## Historia
Krępa Nowa i Krępa Stara - w wieku XIX występują w opisie  gminy Iwaniska
Według spisu powszechnego z roku 1921: Krepa Dolna posiadała 44 domy 327 mieszkańców. Krępa Górna 11 domów 77 mieszkańców.